# Baozhensai
Baozhensai (kinesiska: 宝箴塞乡, 宝箴塞) är en socken i Kina. Den ligger i provinsen Sichuan, i den sydvästra delen av landet, omkring 190 kilometer öster om provinshuvudstaden Chengdu. Antalet invånare är 14 893. Befolkningen består av 7 576 kvinnor och 7 317 män. Barn under 15 år utgör 19,0 %, vuxna 15-64 år 65 %, och äldre över 65 år 14,0 %.
Genomsnittlig årsnederbörd är 1 451 millimeter. Den regnigaste månaden är juni, med i genomsnitt 287 mm nederbörd, och den torraste är december, med 12 mm nederbörd.